# Taj Bradley
Taj Ali Bradley (Los Ángeles, California, 20 de marzo de 2001), más conocido como Taj Bradley, es un jugador profesional estadounidense de béisbol que se desempeña en la posición de lanzador en Tampa Bay Rays, equipo de las Grandes Ligas de Béisbol (MLB).

## Carrera
En 2023, Bradley hizo su debut en la MLB con el equipo Tampa Bay Rays, donde lleva jugando dos temporadas.